# Süd-Volta-Kongo-Sprachen
Süd-Volta-Kongo ist eine genetische Untereinheit des Volta-Kongo (eines Primärzweiges der Niger-Kongo-Sprachen), die aus den Untergruppen Kwa und Benue-Kongo besteht. Insgesamt sprechen etwa 300 Mio. Menschen eine der Süd-Volta-Kongo-Sprachen in West-, Zentral- und Südafrika. Zum Süd-Volta-Kongo gehören auch die zahlreichen Bantusprachen.
Alle weiteren Informationen im Artikel Volta-Kongo-Sprachen und in den Artikeln über die Untereinheiten des Süd-Volta-Kongo.